# Trematopygus semirufus
Trematopygus semirufus är en stekelart som först beskrevs av Cresson 1864.  Trematopygus semirufus ingår i släktet Trematopygus och familjen brokparasitsteklar. Inga underarter finns listade i Catalogue of Life.